# Medier i Kroatien
Medier i Kroatien utgörs främst av TV, radio och tidskrifter.

## Televisionen
Tv infördes i Kroatien först år 1956, men redan år 1939 hade den första tv-sändningen skett. Det nya mediet sköttes till största delen av HRT ( Hrvatska Radiotelevizija).
Tv-sektorn är än idag den dominerande källan till information för kroatiska medborgare tillsammans med det statliga public service-företaget HRT som grundades som radiostation 1926. Under de tidigare åren har HDZ (Kroatiska demokratiska unionen) använt sina fyra kanaler för regeringens propaganda. Den statligt ägda tv-kanalen (HRT) sänder utbildningsprogram, dokumentärer och program som är riktade mot migranter och nationella minoriteter i landet. HRT hade även monopol på nationella sändningar fram till år 2000.
I princip alla hushåll i landethar en färgtelevisionsapparat och det finns ca 31 TV-kanaler, 10 nationella och 21 lokala och regionala. Det statliga radio- och TV-bolaget HRT finansieras både genom licensavgifter och reklamintäkter. RTL Televizija är den största privatägda kanalen, följd av Nova Tv som grundades år 2000. RTL Televizija ägs av RTL Group som är Europas största medieföretag vad gäller reklamfinansierad TV och radio.
Tv i Kroatien kritiseras ofta för dålig balans mellan globala fråga och trender samt nationella ämnen. Alla stora Tv-nätverk i landet är tillhör företag som omsätter pengar och bedrivs i vinstsyfte. Det betyder att Tv-nätverken syftar i första hand på kommersiella verksamheter.

## Radio
Det finns sex kanaler som täcker hela landet, bland annat HRT som har fyra. Sedan finns det över hundra lokala och regionala stationer. HRT är det största och enda public service-företaget som både har radio- och tv-sändningar i landet. Under de första fjorton åren av HRT:s existens ägdes den av ett privat bolag. Kanalen förstatligades den första maj 1940. De andra radiokanalerna i landet är främst i utländskt ägo, bland annat Narodni radio (People’s Radio) som var den radiostation flest personer lyssnade på år 2014. Narodni radio är en reklamradio som tjänar pengar på reklam och sponsorer och ägs av Narodni FM.

## Tidningar
Kroatiens två största tidningar är kvällstidningen Večernji List och dagstidningen Jutarnji List. Večernji List startades år 1959, och ägs idag av Styria Media Group. De är ett aktiebolag som finns i flera andra länder, bland annat i Slovenien. Sedan finns det även många lokalt baserade tidningar, bland annat Novi List som är baserad i området Istra. Den grundades år 1900 och utkommer alla dagar förutom helgdagar. Tidningen har ändrat namn under åren på grund av politiska skäl och har bland annat kommit ut under namnet Riječki list. Den statligt ägda tidningen Vjesnik grundades på 1940-talet. Den gick dock i konkurs år 2012 enligt Landguiden. Idag har man inga statligt ägda tidningar utan alla är privatägda.
Den största utvecklingen som har förekommit hos kroatisk dagspress, är att den har utvecklats från att finnas främst i pappersform till att finnas på internet. Utvecklingen innebär att man har gått från att trycka nyheter på papper till att man har hemsidor där alla nyheter är lätt tillgängliga.

## Regler och lagstiftning
Kroatien är ett land där yttrande- och tryckfrihet inte alltid har garanterats, men sedan 1990 finns den i den kroatiska grundlagen, samt förhandscensur är nu förbjuden. Många medier i Kroatien har en betydande frihet efter många tidigare år av censur och påtryckningar under den jugoslaviska och den nationalistiska kroatiska regimen.
Kroatiska konstitutionen skyddar yttrande- och pressfrihet, garanterar journalisters rättigheter att rapportera, förbjuder censur och garanterar journalister att få tillgång till information. Detta infördes i grundlagen år 1990 enligt Landguiden. Det garanteras även rätten till justering om lagliga rättigheter kränks genom publicerade nyheter. Medierna i Kroatien styrs av lagen om media, lagen om elektroniska medier, lagen om Kroatiens radio och TV och lagen om rätt till tillgång till information. Den nuvarande lagen om elektronisk media reglerar rättigheter, skyldigheter och ansvarar rättsliga och fysiska personer som ger ut ljud och audiovisuella medietjänster och tjänster för elektroniska publikationer av elektroniska kommunikationsnät. De flesta av Kroatiens grundlagar uppstod under tiden när landet var en del av Jugoslavien, men även efteråt när de blev självständiga.
Kroatiens medier har gått från att vara under den tunga kontroll och inflytande av regeringen till oberoende och självständighet. Det är denna rörelse som kännetecknar kroatiska media idag och vägleder dess utveckling.

## Censur och yttrandefrihet
Idag ligger Kroatien på 63:e plats i pressfrihet i världen.. De är alltså delvis fria enligt freedom house. På Globalis står det även att Kroatien har 27,91 i pressfrihet på en skala där 0 är bäst. Kroatien är alltså ett av de få länderna i Europa som bara är delvis fria när det kommer till pressfrihet. Av de 28 länder i Europa räknas bara 22 stycken som fria, där Kroatien inte är inkluderat.
Konstitutionen och lagen ger invånarna meddelandefrihet till pressen, men växande ekonomisk påtryckning har lett till att journalister utövar självcensur. Självcensur innebär att den som skriver informationen själv begränsar den utan tvång från någon auktoritet.
Fastän det finns många lagar om medier i Kroatien som gör det förbjudet med censur, har det uppstått självcensur. Detta kan ses som ett hot mot demokratin. Det kan visa att journalister inte vågar uttrycka sig fritt på grund av regeringen eller andra myndigheter.